# Hydrozoanthus tunicans
Hydrozoanthus tunicans is een Zoanthideasoort uit de familie van de Hydrozoanthidae. De wetenschappelijke naam van de soort is voor het eerst geldig gepubliceerd in 1900 door Duerden.